# 椿三期
椿 三期（つばき さんご、2003年4月23日 - ）は、日本のドラマー、作曲家、俳優、コラージュアーティスト。別名義にSango。

## 略歴
父親が下北沢でレコードショップを経営していた影響で幼い頃から音楽に触れて育つ。9歳の頃からドラムを始め、中学生の時に日野皓正のドリームジャズバンドに参加。以降2019年からバンド『The Flying Videotape』、2021年からバンド『ろくようび』、2023年からバンド『moni』にそれぞれドラマーとして携わる。また、『子供たちをよろしく』にて俳優デビューも果たしており、MUSIC FROM THE MARSやmayのアートワークも担当する。

## 人物
- 熱中すると深くのめり込むアーティスト体質。
- 兄のTakuroもミュージシャンであり、The Flying Videotapeのメンバー。
- 石若駿を師匠に持つ。
- 『ろくようび』でバンドを組んでいる関口スグヤとは高校で知り合った。しかし以前から父親が営んでいるレコードショップでお互い顔は知っていた。

## ディスコグラフィー
ろくようびとしてのディスコグラフィーは当該ページを参照。

### アルバム
The Flying Videotape
- 1999(2019年9月17日)

### シングル
The Flying Videotape
- Burning Videotape(2019年)
- 風船(2020年3月14日)
- グミベアとチョコレート(2020年12月16日)
- パレード(2021年5月26日)

moni
- ラブリー(2023年6月9日)
- 夕暮れの君(2023年9月29日)

### YouTube限定
The Flying Videotape
- 海辺の街(2021年2月7日)

### 劇伴
- 貴婦人と一角獣(2021年3月7日) - 監督･金子春乃
- 白百合(2021年10月15日) - 監督･月雪春乃

## 出演

### 映画
- 子供たちをよろしく(2020年2月29日) - 吉原洋一 役

### TV番組
- ムジカ・ピッコリーノ(2022年7月29･30日)
- 家、ついて行ってイイですか?(2023年4月2日)

### CM
- カルピスウォーター ｢変わる、放課後｣編(2020年)

## 受賞
- ティーンズ･クリエイター･オブ･ザ･イヤー2021 - 美しい景色と音をありがとう賞

## 関連リンク
- 公式Twitter
- 公式Instagram
- The Flying Videotape 公式YouTube
- The Flying Videotape 公式Instagram
- ろくようび 公式Twitter
- ろくようび 公式Instagram